# (6873) Tasaka
(6873) Tasaka (1993 HT1) – planetoida z pasa głównego asteroid okrążająca Słońce w ciągu 3,2 lat w średniej odległości 2,17 j.a. Odkryta 21 kwietnia 1993 roku.